# Sisyrodonta
Sisyrodonta é um gênero de traça pertencente à família Lecithoceridae. Este género comporta apenas a espécie Sisyrodonta ochrosidera, localizada na Austrália Ocidental